# Antofagasta
Antofagasta város Chile északi részén, a Csendes-óceán partján, kb. 1100 km-re a fővárostól. Az azonos nevű tartomány és régió székhelye. Az ország ötödik legnagyobb városa.
Az Atacama-sivatag szélén fekszik.

## Éghajlata
Éghajlata sivatagi (Köppen: BWk) bőséges napsütéssel és erős tengeri hatással.
| Hónap                                                                                                | Jan. | Feb. | Már. | Ápr. | Máj. | Jún. | Júl. | Aug. | Szep. | Okt. | Nov. | Dec. | Év   |
| --- | ---- | ---- | ---- | ---- | ---- | ---- | ---- | ---- | ----- | ---- | ---- | ---- | ---- |
| Rekord max. hőmérséklet (°C)                                                                         | 31,8 | 30,5 | 30,6 | 28,8 | 28,6 | 23,8 | 24,0 | 27,0 | 25,5  | 27,4 | 26,0 | 29,8 | 31,8 |
| Átlagos max. hőmérséklet (°C)                                                                        | 23,6 | 23,6 | 22,6 | 20,5 | 18,8 | 17,3 | 16,5 | 16,8 | 17,4  | 18,5 | 20,1 | 21,8 | 19,8 |
| Átlagos min. hőmérséklet (°C)                                                                        | 17,4 | 17,2 | 16,2 | 14,6 | 13,3 | 12,3 | 11,7 | 12,2 | 12,9  | 13,9 | 15,1 | 16,2 | 14,4 |
| Rekord min. hőmérséklet (°C)                                                                         | 10,2 | 8,3  | 9,0  | 0,0  | 5,3  | 6,0  | 5,8  | 3,6  | 6,5   | 7,0  | 9,2  | 7,5  | 0,0  |
| Átl. csapadékmennyiség (mm)                                                                          | 0    | 0    | 1    | 0    | 0    | 2    | 0    | 1    | 0     | 0    | 0    | 0    | 4    |
| Havi napsütéses órák száma                                                                           | 312  | 294  | 289  | 249  | 228  | 200  | 207  | 210  | 220   | 250  | 270  | 303  | 3032 |
| Forrás: Dirección Meteorológica de Chile; NOAA (precipitation days 1991–2020) Ogimet (sun 1981–2010) |      |      |      |      |      |      |      |      |       |      |      |      |      |

## Gazdaság
Fő ipari tevékenységei szorosan kapcsolódnak a bányászathoz, amely a rézre és a nitrátokra épül. A bányászati termékek kivitelének központja. A várostól 220 km-re ÉK-re található Chuquicamata, a világ legnagyobb külszíni fejtésű rézbányája.

## Nevezetes személyiségek
- Lily Garáfulic ( 1914-2012), szobrász
- Jorge Letelier (1887-1966), festő
- Andrónico Luksic (1926-2005), horvát származású chilei milliárdos
- Carlos Narea (* 1953), zenész és zeneszerző
- Sergio Ortega (1938-2003), zeneszerző és zongorista
- Puelma Dóra (1898-1972), festő
- Pedro Reszka (1872-1960), festő
- Antonio Skármeta (* 1940), író

## Fordítás
- Ez a szócikk részben vagy egészben  az   Antofagasta című német Wikipédia-szócikk fordításán alapul.  Az eredeti cikk szerkesztőit annak laptörténete sorolja fel. Ez a jelzés csupán a megfogalmazás eredetét és a szerzői jogokat jelzi, nem szolgál a cikkben szereplő információk forrásmegjelöléseként.